# Kochiomyia kochiae
Kochiomyia kochiae är en tvåvingeart som först beskrevs av Jean-Jacques Kieffer 1909.  Kochiomyia kochiae ingår i släktet Kochiomyia och familjen gallmyggor. Inga underarter finns listade i Catalogue of Life.